# Воронцовский дворец (Одесса)
Воронцо́вский дворе́ц (укр. Воронцовський палац) — дворцовый комплекс резиденции генерал-губернатора Новороссийского края Михаила Воронцова (позже — мужская гимназия Юнгмайстер, Общество акклиматизации животных, с 1936 года — Дворец пионеров) в составе: главного здания усадьбы, бельведера-колоннады, манежа, хозяйственного крыла и Орловского корпуса (последний разрушен в 1944 году). Памятник архитектуры национального значения, построен в 1826—28 годах. Расположен в городе Одесса на Приморском бульваре по адресу Воронцовский переулок, 2а.

## История
Построен дворец на самом северном краю приморского холма, в месте, где когда-то была расположена турецкая крепость Хаджибей. «На западном конце теперешнего Николаевского бульвара, там, где был незначительный домик помещика Куликовского, граф Воронцов выстроил свой великолепный дом» — писал историк Николай Мурзакевич в книге «Одесская старина». Сооруженное по проекту архитектора Франца Боффо в 1827 году в стиле ампир, здание на десятилетия стало одним из самых примечательных в Одессе.
Дворец визуально соткан из сочетаний прямых и дугообразных составляющих, архитектор использовал контраст между большими глухими гладкими поверхностями и колоннадами. В роскошных интерьерах, оформленных знаменитым скульптором и живописцем Карлом Скотти, использованы приёмы романтизма. Интерьеры дворца представляют собой лучшие образцы сохранившихся интерьеров Одессы эпохи ампира. Парадные комнаты первого этажа включают переднюю, бильярдную, полуциркульную столовую c обширной открытой террасой, дающей прекрасный вид на Одесский залив, большой зал (с роскошными дверьми, в филёнках под ляпис-лазурь и бронзу, с янтарными ручками, привезёнными сюда из царского Михайловского дворца в Петербурге, с камином дорогой мозаики en pierres fines), библиотеку, «комнату манускриптов», «китайский кабинет» графини Елизаветы Воронцовой, «турецкую комнату». Последняя — самая элегантная, имеет высокий потолок в «готическом вкусе», решённый в светло-зелёных тонах с большим количеством пышной позолоты. Столовая украшена пилястрами коринфского ордера с полуциркульными нишами для статуй или для вазонов с цветами. Потолок столовой украшает богатая лепнина. Второй этаж дворца, на котором находились жилые комнаты, оформлен просто и без декоративных излишеств.
В 1837 году на второй день пребывания в Одессе в новом дворце одним из первых побывал поэт Василий Жуковский, после чего в его дневнике появилась лаконичная запись: «28 августа. Прогулка по городу. Осмотр дома графа Воронцова. Оранжереи. Медальный кабинет. Библиотека.» Речь идет о богатейшей библиотеке графа, книгами из которой Александр Пушкин пользовался ещё до того, как она заняла специально отведённый зал в новопостроенном дворце. Впоследствии книжное собрание Воронцова было подарено местному университету, где под названием «Воронцовский фонд» хранится и по сей час.

## Высказывания о дворце

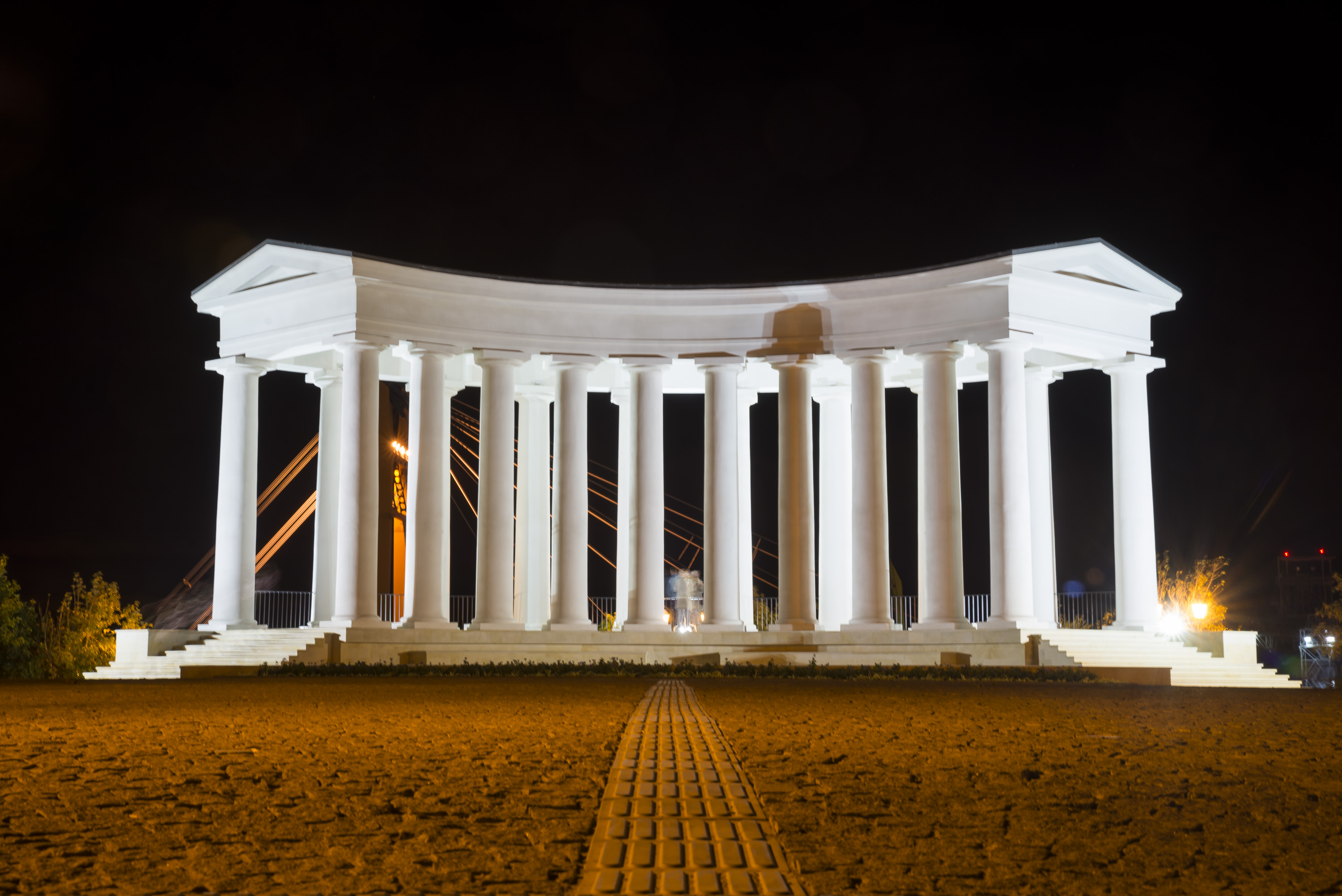
Колоннада перед дворцом

Русскому читателю дворец впервые представила в 1841 году известная тогда писательница Елена Ган в повести «Теофания Аббиаджио»: «На самом углу земляного утеса стоит великолепный дом с садом, оранжереями, террасами и красивою колоннадой впереди.»
- «Это большое гладкое здание, как и все в Одессе, оштукатуренное. К дому примыкают конюшни, выстроенные против главного входа. Вокруг здания находится сад, оканчивающийся в сторону бульвара великолепной решёткой. Под прямым углом к дому находится большое крыло, содержащее несколько обширных комнат» — писал английский врач Эдвард Мортон.

Возвратившийся из Одессы американский путешественник Стеффенс утверждал, что дворец «по орнаменту и отделке внутри много выше таких в Италии».
- «Оранжерея, окруженная вверху оббегающей галереей, является одним из прекраснейших мест дворца» — писал польский писатель Юзеф Крашевский.

Каждый автор рассказывал о дворце сообразно своим вкусам.
Прошедшие десятилетия «унесли» с собой и боковой флигель дворца, о котором написал Мортон (о нём сегодня напоминает лишь контур замурованных дверных проемов, проступающих сквозь штукатурку глухой торцевой стены дворца), и Воронцовский фонтан, о котором уже ничто не напоминает, и красочную чугунную металлическую решётку, отлитую известным петербургским мастером Ч. Бёрдом.

## Крымская война
10 апреля 1854 года, во время Крымской войны, соединенная англо-французская эскадра бомбардировала Одессу. Дворец стоял на холме, и суда эскадры пристреливались именно по нему. За один день здание было сильно разрушено.
Об этом дне сегодня напоминает ядро в цоколе памятника дюку Ришельё и старинная чугунная пушка с севшего на мель английского фрегата на Приморском бульваре.
«Кроме пожжённых судов, многие дома бульварные потерпели от ядер, так: в дом и сад князя Воронцова попало до 200 ядер»,— писал Николай Мурзакевич. Одно из них и теперь можно увидеть в стене нынешнего балетного класса на первом этаже дворца.
Когда Воронцов узнал о бомбардировке Одессы, то написал «надежно укрыть редкие книги», которые считал главным сокровищем дворца.

## Революционный период (1917 — 1920-e годы)
4 марта 1917 года «Рабочий комитет по созданию Совета» обратился с призывом к одесским рабочим:
«Положим конец нашей распыленности, нашей раздробленности -причинам нашей слабости,- соорганизуемся по фабрикам, заводам и мастерским и общими дружными усилиями всей рабочей семьи города Одессы создадим свой Совет рабочих депутатов».
Через два дня над Воронцовским дворцом был поднят красный флаг Одесского Совдепа.
Тут почти ежедневно проходили заседания, на которых обсуждали вопросы «момента», сюда приходили депутации, возле дворца устраивали митинги и демонстрации.
Во дворце также размещался штаб Красной гвардии, что, естественно, негативно отразилось на обстановке дворца.

На одной из центральных улиц города находился красивый особняк, в котором раньше проживал генерал-губернатор, теперь здесь у дверей, опершись на винтовку, стоял часовой. На балконе здания, как бы всматриваясь вдоль улицы, застыл пулемёт— Л. Ленский, повесть «Школа ненависти»
 Воронцовский дворец в дни январских событий 1918 года возникает в романе Валентина Катаев «Зимний ветер»:

Гаврик невесело улыбнулся. Он подумал о том, что вокруг было много памятников — как на кладбище! — знаменитых зданий, дворцов: хотя бы тот же Воронцовский, в самом дальнем конце бульвара со своей знаменитой полуциркульной античной ротондой из семи белоснежных колонн на дымном фоне Пересыпи…Это был его город, и он теперь дрался в нём за Советскую власть
К концу двадцатых годов XX века от великолепия внутреннего убранства мало что сохранилось: 

…все убранство комнат было в своё время перевезено в Алупкинский дворец, роскошная же библиотека вошла в состав одесской «Библиотеки высшей школы». Паркет, двери и камины сильно попорчены. Потолковая живопись от сырости местами испортилась. …камин, находящийся в большой зале. Он гармонировал своими цветными камнями, изображавшими птиц и растения, с росписью верхней части стен под карнизом (гирлянды цветов и венки). К сожалению, эти цветные камни сорваны, … Камин следующей за залой комнаты, представляющий своим рисунком подражание античной вазовой краснофигурной живописи (по чёрному полю розетки, вазы и две летящих женских фигуры красного цвета), сильно обветшал и попорчен. — Селинов В. И. Воронцовский дворец, как культурно-исторический памятник г. Одессы 1928 г.

## Изображения

Изображения Воронцовского дворца 20-х годов XX века.
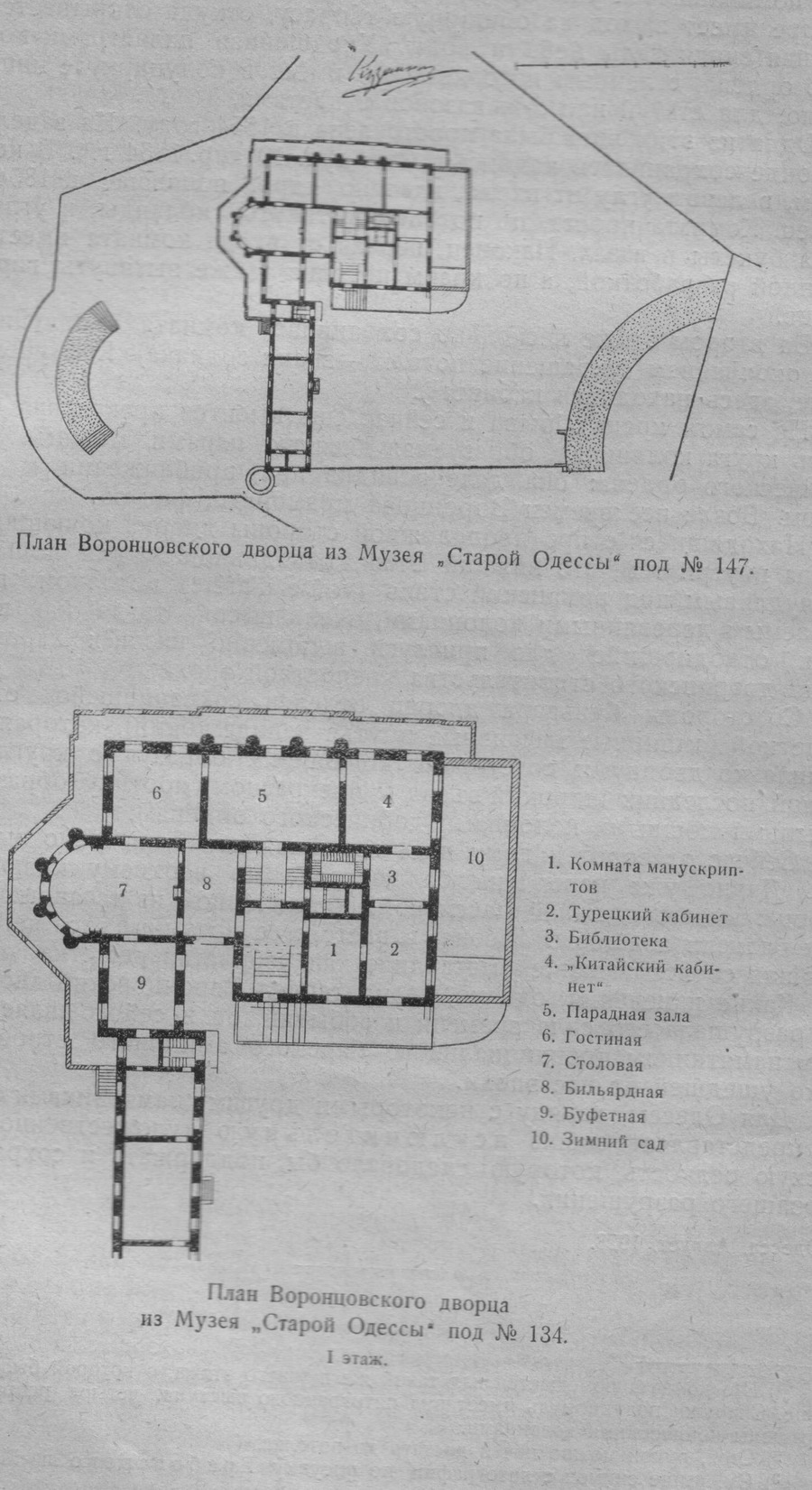
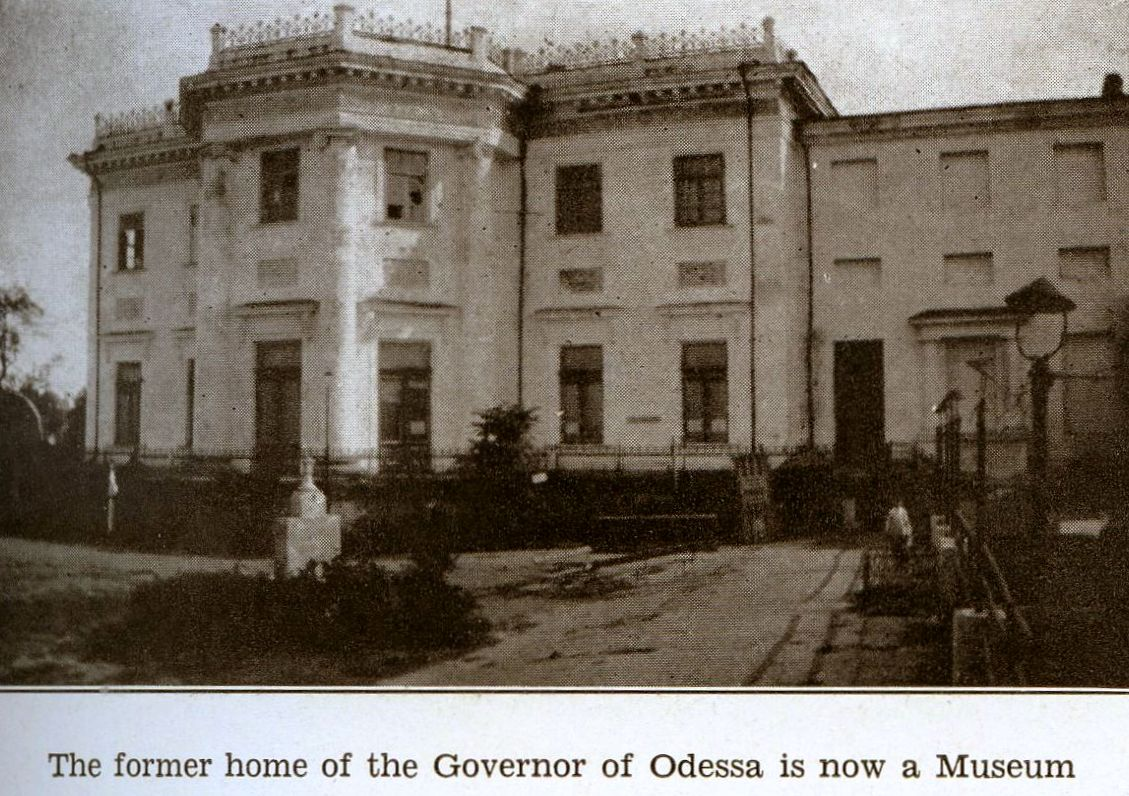
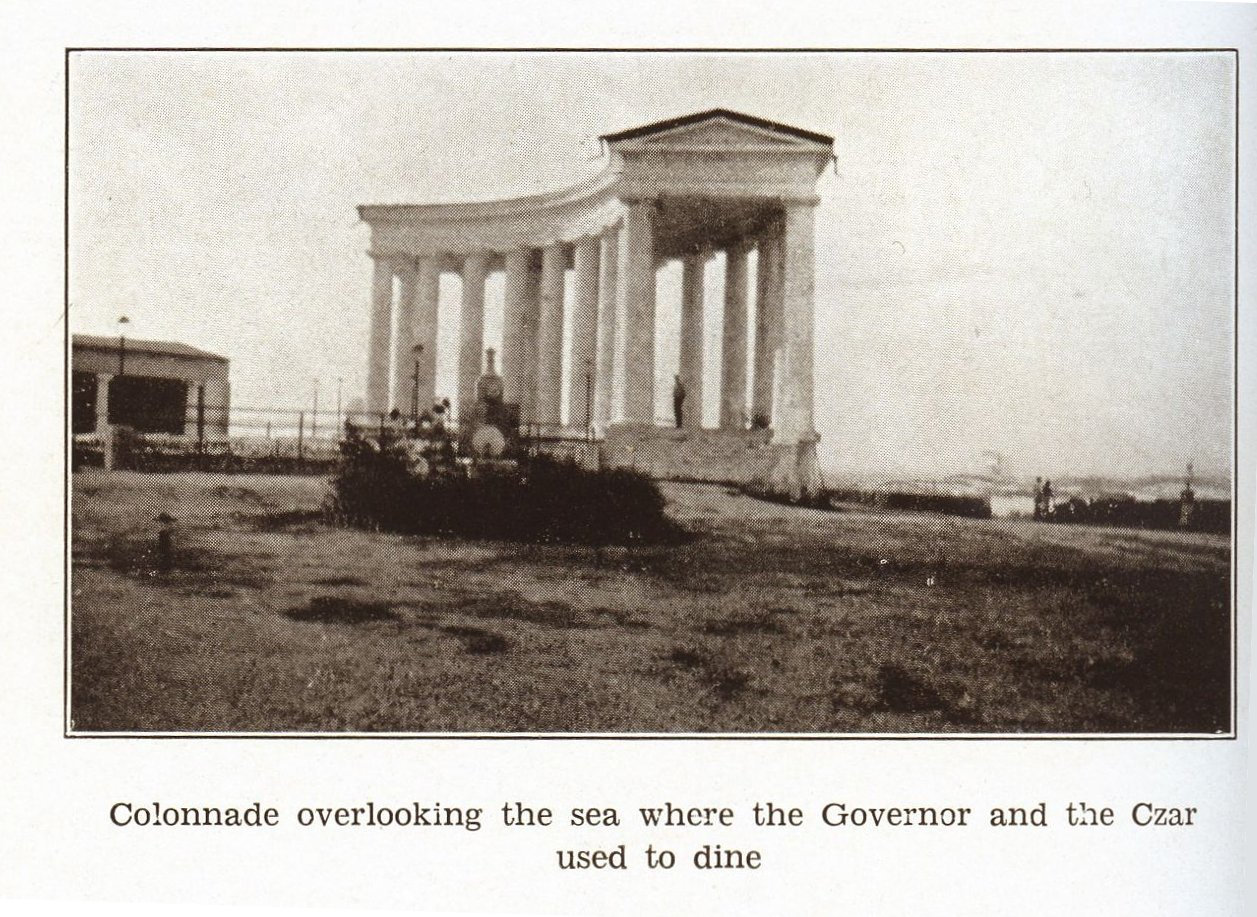

## Шахматный клуб
- В 1932 году на сеансе одновременной игры, который провёл во дворце тогдашний чемпион мира по шахматам кубинец Хосе Рауль Капабланка, Муля Котлерман выиграл у чемпиона партию.
- «Во Дворце пионеров были созданы условия для игры юных шахматистов и шашистов. Первыми крупными успехами одесситов стала победа команды юношей в первенстве СССР в 1936 г. и завоевание Цилей Фрид звания чемпионки страны среди девушек в 1938 году. Эти события вызвали повышенный интерес к шахматам и шашкам. Родители приводили во Дворец своих детей. Запомнился 1937 год — последний год моего посещения Дворца. Поступила большая группа детей и среди них оказались двое особо талантливых. Это 12-летние Сара Слободяник и Фима Геллер. Хотя я воспоминания пишу о Геллере, коротко (надеюсь, кому-то будет интересно) скажу о Саре. Она играла только с мальчиками и ни в чём им не уступала: ни в игре, ни в „шахматном звоне“. Через год она стала чемпионкой Одессы, а в 14 лет выиграла чемпионат Украины среди женщин. К сожалению, она погибла в эвакуации» — Роман Василевский, Шахматный король Одессы.
- «Вот наш Дворец Пионеров. Его, к счастью, недавно покрасили, хотя работ по ремонту ещё много. В этом Дворце пионеров я был и учеником и учителем. В своё время я ходил в шахматный кружок. Здесь получил свой пятый разряд. Здесь я учился уму у Самуила Мутовича Котлермана, который выучил целое поколение одесских шахматистов, среди которых были и международные гроссмейстеры с высочайшими рейтингами. Я такого большого успеха не достиг, но тоже доигрался до первого разряда. Я ведь в школе сидел рядом с чемпионом мира по шахматам… Я как-то об этом сказал во время игры „Что? Где? Когда?“, когда гостем игры был Гарик Каспаров. Он задумался буквально на секунду, глаза забегали, и вдруг спокойно так отчитал: „А… Семён Палатник. Международный гроссмейстер. Родился, как и вы, в Одессе. Был чемпионом мира среди студентов и в команде. Но и правда — он самый настоящий чемпион“». Борис Бурда[4]

## Дворец пионеров
В 1935—1936 годах в Воронцовском дворце провели большую реконструкцию. Во время реконструкии плиты, которыми выстланы полы были взяты из надгробий из Первого еврейского кладбища, разрушенного советской властью в 1930-х годах. Дворец пионеров был торжественно открыт 31 декабря 1936 года.
Потом, в 1941-м, Дворцу пионеров довелось вместе с городом пережить те дни, которые напоминают о себе рассказом:
- «Внезапно ударил колокол громкого боя — сигнал воздушной тревоги, — писал в повести „Скиф“ прибывший в осаждённую Одессу военный корреспондент Сергей Бондарин, — два бомбардировщика летели над хорошо мне знакомым куполом. Это был купол Оперного театра. Тройка бомбардировщиков приближалась со стороны балюстрады Воронцовского дворца».

После войны Дворцу пионеров присвоили имя юного связного советского подполья Яши Гордиенко.